# Louis Boutelié
Louis Abdon Boutelié, né le 18 janvier 1843 à Paris où il est mort le 11 mars 1913 dans le 14e arrondissement, est un graveur au burin français.

## Biographie
Élève de Louis-Pierre Henriquel-Dupont et de Horace Lecoq de Boisbaudran, membre de la Société des artistes français, il remporte le Prix de Rome en 1872. Médaille de 2e classe au Salon des artistes français de 1887, il expose à l'Exposition de Bordeaux (1895) et obtient une médaille d'argent à l'exposition universelle de 1900.
Chevalier de la Légion d'honneur (8 avril 1903), il reçoit en 1909 une médaille de 1re classe au Salon des artistes français.
Il est inhumé au cimetière du Montparnasse.

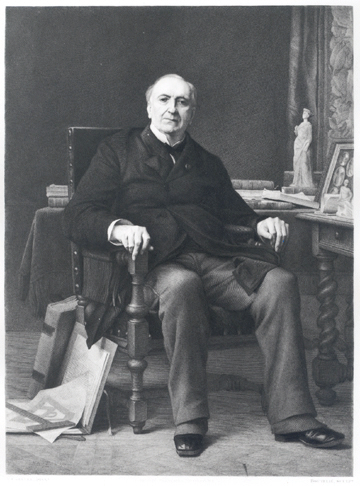
A. Armand architecte.
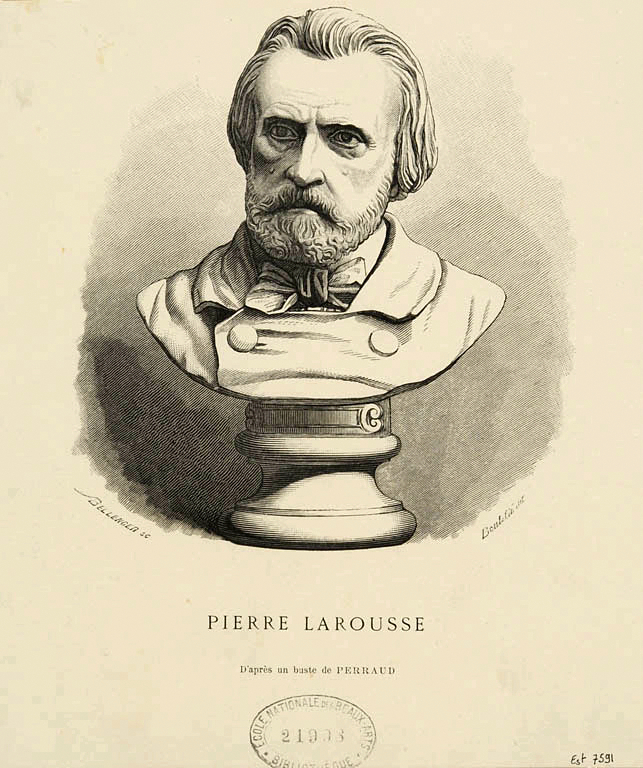
Pierre Larousse, d'après un buste de Perraud.
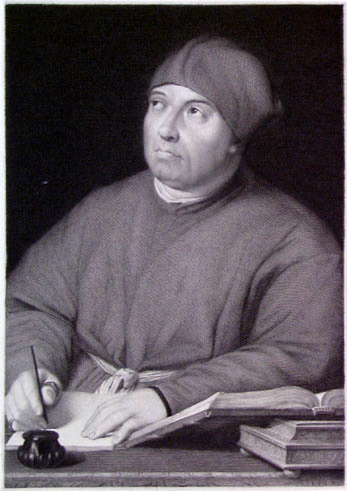
d'après le portrait de Tommaso par Raphaël.
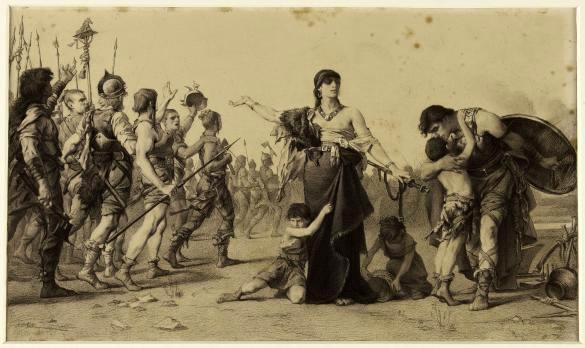
La Patrie, d'après Moreau de Tours.
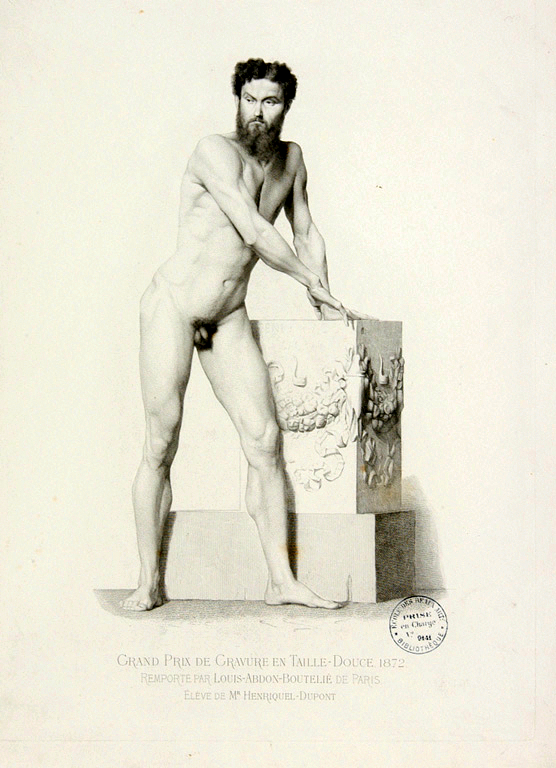
Etude académique gravée d'après nature.